# Felt (Oklahoma)
Felt – jednostka osadnicza w Stanach Zjednoczonych, w stanie Oklahoma, w hrabstwie Cimarron.